# Ion
 For alternative betydninger, se Ion (flertydig). (Se også artikler, som begynder med Ion)
En ion (græsk for gående) er et atom eller et molekyle, der har optaget eller afgivet en eller flere elektroner og derved fået en elektrisk ladning.
Alle atomer er som udgangspunkt elektrisk neutrale. Det vil sige, at der er et lige antal af protoner og elektroner. Hvis en eller flere elektroner bliver fjernet fra atomets elektronsky, vil der være et overskud af positivt ladede partikler. Hvis man tilfører en eller flere elektroner til atomets elektronsky, vil der være et overskud af negativt ladede partikler. 
Derfor vil atomerne enten få en positiv eller negativ ladning. En positivt ladet ion kaldes en kat-ion, og en negativt ladet ion kaldes en an-ion. Ioner med modsatte ladninger, kan tilsammen danne et nyt stof ved hjælp af ionbindinger.  De tiltrækker hinanden med elektriske kræfter. Dette fungerer efter ædelgasreglen eller oktetreglen, som går ud på, at hvert atom skal have 8 elektroner i yderste skal. To ioner der har tiltrukket hinanden, og har dannet et nyt stof, kaldes en ionforbindelse (metal + ikke metalion).

## Eksempel
Natrium (Na) står i gruppe 1 i det periodiske system og har derfor kun én elektron i yderste skal. 
Klor (Cl) står i hovedgruppe 7 i det periodiske system og har derfor 7 elektroner i yderste skal. 
Natrium vil afgive sin elektron til klor, og begge atomer vil nu have 8 elektroner i yderste skal. Natrium har et underskud af elektroner og bliver derfor positivt ladet (Na+) og klor har et overskud af elektroner og vil derfor blive negativt ladet (Cl-). Tilsammen vil de udgøre stoffet natriumklorid (også kendt som køkkensalt), som skrives NaCl. 
Det er vigtigt at være opmærksom på, at det ikke blot er to atomer, der udgør natriumklorid, men utallige plus- og minusioner har sat sig sammen, så der bliver dannet et iongitter.
Indenfor astrofysik, hvor ioniserede atomer giver vigtige oplysninger om fx stjerners og gassers temperatur, benytter man en lidt anderledes notation, idet man betegner det neutrale atom med romertal I (fx neutral brint: HI) og det ionisererede atom med større romertal (fx dobbelt-ioniseret helium, som har mistet to elektroner: HeIII). 
- Et atom der har mistet en eller flere elektroner er positivt ladet (Plus-ion).
- Et atom der har optaget en eller flere elektroner er negativt ladet (Minus-ion).

Ioner der består af flere atomer (fx OH- og NH4+) kaldes sammensatte ioner eller fleratomioner.
Når ioner opløses i vand, kan de lede elektrisk strøm. Dette er grunden til at der kan gå strøm gennem saltvand, men ikke gennem demineraliseret vand.
Når man skal skrive formler for ion-forbindelser, skal der altid være lige så mange minusser(-) som der er plusser(+). F.eks.
Zn++ + S- - → ZnS eller Zn2+ + S2- → ZnS. Zink-ionen er dobbelt ladet, og det samme er svovl-ionen, altså er formlen korrekt med hensyn til ladning. Og man skriver altid den positive ion først.
Planterne optager mineralske stoffer i form af ioner. Da de er elektrisk ladet, er planterne nødt til at bruge energi for at flytte ionerne ind i roden. Derfor findes der en række ionpumper i røddernes overhud, hvor der foregår et ionbytte, sådan at positive ioner (kationer) "betales" med brintioner, mens de negative "betales" med hydroxidioner. Planterne optager flest kationer, derfor fremkaldes der i tidens løb en forsuring af jorden omkring rodnettet.